# Hull Port
Hull Port (engelska: Hull Ferry Port) är en hamn i Storbritannien.   Den ligger i City of Kingston upon Hull och riksdelen England, i den sydöstra delen av landet, 250 km norr om huvudstaden London.